# Izajasz (Slaninka)
Izajasz, imię świeckie Igor Slaninka (ur. 25 czerwca 1980 w Sobrancach) – czeski biskup prawosławny, pochodzący ze Słowacji.

## Życiorys
Urodził się w Sobrancach we wschodniej Słowacji, w rodzinie prawosławnej. Ukończył szkołę zasadniczą w rodzinnym mieście i technikum elektroniczne w Michalovcach. W latach 1998–2003 studiował na Wydziale Teologii Prawosławnej na Uniwersytecie Preszowskim w Preszowie, a następnie pracował w domu dziecka.
W 2005 r. zamieszkał w Moście w Czechach; w tym czasie wszedł w skład Rady Metropolitalnej Kościoła Prawosławnego Czech i Słowacji. Od 24 marca 2007 r. niósł posługę w cerkwi Narodzenia Matki Bożej w Moście jako hipodiakon i psalmista. 28 maja tegoż roku został postrzyżony w riasofor.
18 czerwca 2008 r. na Wydziale Teologii Prawosławnej Uniwersytetu Preszowskiego obronił pracę doktorską pt. „Historicko-kanonický pohled na autokefalitu naší Pravoslavné církve v českých zemích a na Slovensku” (Historyczno-kanoniczny pogląd na autokefalię naszej Prawosławnej Cerkwi Ziem Czeskich i Słowacji), uzyskując stopień doktora teologii.
17 listopada 2008 r. wstąpił do monasteru św. Hioba Poczajowskiego w Monachium. 28 maja następnego roku w ławrze św. Charitona w Ziemi Świętej (okolice Jerozolimy) złożył przed arcybiskupem berlińskim i niemieckim Markiem wieczyste śluby mnisze, z imieniem Izajasz (ku czci św. Izajasza, Biskupa Rostowskiego).
11 września 2010 r. w soborze Świętych Apostołów Piotra i Pawła w Šabacu w Serbii został wyświęcony przez biskupa Laurentego na hierodiakona, a 1 listopada tegoż roku otrzymał w Pradze z rąk metropolity Krzysztofa godność archidiakona. 30 listopada 2010 r. w soborze Świętych Nowomęczenników i Wyznawców Rosyjskich w Monachium został wyświęcony przez metropolitę wołokołamskiego Hilariona na hieromnicha. 28 grudnia tego samego roku został przez arcybiskupa berlińskiego i niemieckiego Marka podniesiony do godności ihumena.
23 lutego 2011 r. został proboszczem parafii w Moście, a 6 lipca tego samego roku – przełożonym monasteru św. Prokopa Sazawskiego w tym mieście. 6 listopada 2011 r. otrzymał godność archimandryty.
15 listopada 2014 r. postanowieniem Rady Eparchialnej wybrany biskupem szumperskim, wikariuszem eparchii ołomuniecko-brneńskiej. Chirotonia miała miejsce 22 lutego 2015 r. w cerkwi konkatedralnej św. Wacława w Brnie, pod przewodnictwem arcybiskupa ołomuniecko-brneńskiego Symeona.
W czerwcu 2016 r. był członkiem delegacji Kościoła Prawosławnego Czech i Słowacji na Święty i Wielki Sobór Kościoła Prawosławnego na Krecie.

## Odznaczenia
- Medal pamiątkowy Drzewa Pokoju, Chudobín[4][5].